# Saison 2 de Body of Proof
Chronologie
Saison 1 Saison 3
Cet article présente le guide des épisodes de la deuxième saison de la série télévisée américaine Body of Proof.

## Généralités
- Cette deuxième saison, initialement prévue pour treize épisodes plus les quatre restants de la première saison non diffusés soit 17 épisodes[1], a obtenu une commande de trois épisodes supplémentaires formant un total de vingt épisodes[2].

### Diffusions
- En Belgique, France et au Québec, les épisodes 3, 5, 6 et 7, étant des épisodes initialement produits pour la première saison et qui ont été intégrés à la deuxième, ont été diffusés à la suite de la première saison.

### Synopsis
Le Dr Megan Hunt était une neurochirurgienne reconnue jusqu'à ce qu'un accident de voiture ne vienne arrêter sa carrière. Maintenant qu'elle ne peut plus venir en aide aux vivants, elle est la plus célèbre des médecins légistes de Philadelphie. Mais bien qu'elle fasse un travail incroyable, sa réputation d'être difficile à contrôler la précède où qu'elle aille. Il n'y a pas de limite qu'elle ne franchirait pas.
Son patron tente de la protéger tant qu'elle ne va pas trop loin. Bien qu'il reconnaisse à contrecœur son talent, l'inspecteur Bud Morris n'est pas un grand fan de ses méthodes.
Heureusement, le Dr Hunt a ses admirateurs. Son assistant lui fait entièrement confiance et son partenaire d'enquête, le légiste Peter Dunlap, accepte ses méthodes peu orthodoxes. Il est le seul à savoir qu'elle cache un sentiment de culpabilité : avant d'abandonner la neurochirurgie, le Dr Hunt a accidentellement tué son dernier patient. Si l'on ajoute à cela le divorce qui s'est ensuivi et son ex qui a obtenu la garde de leur fille, on découvre la triste vie sociale de la médecin légiste.

## Distribution de la saison

### Acteurs principaux
- Dana Delany (VF : Marine Jolivet) : Dr Megan Hunt (20/20)
- Nicholas Bishop (VF : Boris Rehlinger) : Peter Dunlop (20/20)
- Jeri Ryan (VF : Malvina Germain) : Dr Kate Murphy (20/20)
- John Carroll Lynch (VF : Marc Alfos) : lieutenant Bud Morris (20/20)
- Sonja Sohn (VF : Laëtitia Lefebvre) : lieutenant Samantha Baker (17/20)
- Geoffrey Arend (VF : Philippe Bozo) : Dr Ethan Gross (20/20)
- Windell D. Middlebrooks (VF : Jean-Paul Pitolin) : Dr Curtis Brumfield (20/20)

### Acteurs récurrents
- Jeffrey Nordling (VF : Michel Dodane) : Todd Fleming, ex-mari de Megan
- Mary Matilyn Mouser (VF : Camille Timmerman) : Lacey Fleming, fille de Megan
- Joanna Cassidy (VF : Pauline Larrieu) : le juge Joan Hunt, mère de Megan
- Cliff Curtis (VF : Mathieu Buscatto) : agent spécial du FBI Derek Ames
- Nathalie Kelley (VF : Olivia Luccioni) : le coroner Dani Alvarez[3]
- Jamie Bamber (VF : Mathias Kozlowski) : Aiden Wells, compagnon de Megan[4] (épisodes 15 à 17)

### Invités
- Joelle Carter : Andrea Davidson (épisode 1)
- Rick Fox : Ted Banning (épisode 1)
- Jessica Tuck (VF : Emmanuèle Bondeville) : Alexandra Loeb (épisode 2)
- Slaine (VF : Gilles Morvan) : Kevin Roban (épisode 3)
- Kathleen York (VF : Virginie Méry) : Jill Bennett (épisode 4)
- Justina Machado : Emily Burrows (épisode 4)
- Marianne Muellerleile (VF : Josiane Pinson) : Mary Vranich (épisode 4)
- Terry Serpico (VF : Jérôme Pauwels) : Ray Easton (épisode 5)
- Aaron Tveit : Skip (épisode 5)
- Crystal Bowersox (VF : Dorothée Pousséo) : Zoe Brant[5] (épisode 6)
- T.V. Carpio (VF : Jessica Monceau) : Jinx (épisode 7)
- Jay O. Sanders (VF : José Luccioni) : Harvey Brady (épisode 7)
- Brianna Brown (VF : Karine Foviau) : Molly Anderson (épisode 8)
- Christopher Cousins (VF : Guy Chapellier) : Dr David Cryer (épisode 8)
- Dana Davis (VF : Fily Keita) : Dora Mason (épisode 9)
- Gregory Harrison : Cameron Fisher[6] (épisode 9)
- Brendan Hines (VF : Jean-Pierre Michaël) : Marc Freston (épisode 11)
- Lisa Howard (VF : Julie Dumas) : l’épouse de Léonard (épisode 11)
- Pedro Pascal : Zack Goffman (épisode 11)
- Brett Cullen (VF : Guy Chapellier) : Capitaine Perkins (épisode 12)
- Mark Rolston (VF : Hervé Jolly) : Inspecteur Charlie Meeks (épisode 12)
- Marcia Gay Harden (VF : Véronique Augereau) : Sheila Temple[7] (épisode 13)
- Rita Wilson : Ruth Stone (épisode 13)
- Robert Picardo : Henry Pedroni[8] (épisode 14)
- Khandi Alexander (VF : Annie Millon) : Beverly Travers (épisode 15 à 17)
- Jason Beghe : Harvey Brand (épisode 15)
- Patrick Fischler (VF : Daniel Lafourcade) : Joey Jablonsky (épisode 15)
- Sean Kingston (VF : Jean-Michel Vaubien) : Marley (épisode 15)
- Cody Christian : Greg Lux (épisode 16)
- Steven Culp (VF : Georges Caudron) : Eric Greyson (épisode 17)
- Luke Perry (VF : Lionel Tua) : Dr Charlie Stafford (épisodes 18 et 19)
- Nick Stahl (VF : Alexis Victor) : Marcel Trevino (épisodes 18 et 19)
- Dean Norris (VF : Jean-François Aupied) : S.A.C. Brendan Johnson (épisodes 18 et 19)
- Justin Welborn (VF : Emmanuel Karsen) : Jacob Mount (épisodes 18 et 19)
- Devon Graye (VF : Alexis Tomassian) : Jack Gordon (épisode 20)
- James Urbaniak (VF : Thierry Ragueneau) : Daniel Grubstick (épisode 20)
- Lindsey Shaw (VF : Karine Foviau) : Sophia Polley (épisode 20)
- Peter Stormare (VF : François Siener) : Wilson Polley (épisode 20)

## Liste des épisodes

### Épisode 1:Des Voisins de rêves
- États-Unis /  Canada : 20 septembre 2011 sur ABC[9] / Citytv[10]
- France : 
  - 5 juillet 2012 sur Canal+
  - 28 mars 2013 sur M6
- Québec : 27 novembre 2012 sur Séries+
- Belgique : sur RTL-TVI

- États-Unis : 9,41 millions de téléspectateurs[11] (première diffusion)

- Joelle Carter (Andrea Davidson)
- Derek Phillips (Kevin Kaiser)
- Danielle Bisutti (Vicki Hemington)
- Christopher Wiehl (Bill Hemington)
- Rick Fox (Ted Banning)
- Alexandria Terry (la fille dans la forêt)
- Kevyn Ruiz (le garçon dans la forêt)

### Épisode 2:Partie de chasse
- États-Unis : 27 septembre 2011 sur ABC
- France : 
  - 5 juillet 2012 sur Canal+
  - 4 avril 2013 sur M6
- Québec : 4 décembre 2012 sur Séries+
- Belgique : sur RTL-TVI

- États-Unis : 9,19 millions de téléspectateurs[12] (première diffusion)

- Joey Adams (Thomas Loeb)
- Jay Karnes (Martin Loeb)
- Jessica Tuck (Alexandra Loeb)
- Alex Fernandez (Alan Wright)
- Natalie Floyd (Erika Loeb)
- Brad Stanley (Patrick Deline)

### Épisode 3:Disparition inquiétante
- États-Unis : 4 octobre 2011 sur ABC
- Belgique : 13 décembre 2011 sur RTL-TVI[13]
- France : 
  - sur Canal+
  - 4 avril 2013 sur M6
- Québec : 10 avril 2012 sur Séries+

- États-Unis : 9,95 millions de téléspectateurs[14] (première diffusion)

- Stephen Barker Turner (Tom Parker)
- Keira Naughton (Jennifer Parker)
- Slaine (Kevin Roban)
- Cliff Curtis (Agent Derek Ames)

### Épisode 4:Le Ressuscité
- États-Unis : 11 octobre 2011 sur ABC
- France : 
  - 12 juillet 2012 sur Canal+
  - 4 avril 2013 sur M6
- Québec : 11 décembre 2012 sur Séries+
- Belgique : sur RTL-TVI

- États-Unis : 9 millions de téléspectateurs[15] (première diffusion)

- Laurel Garner (Nancy)
- Kathleen York (conseillère Jill Bennett)
- James Jordan (Alex)
- Nathalie Kelley (Dani Alverez)
- Justina Machado (Emily Burrows)

### Épisode 5:Mauvais Timing
- États-Unis : 18 octobre 2011 sur ABC
- Belgique : 6 décembre 2011 sur RTL-TVI[13]
- France : 
  - 5 janvier 2012 sur Canal+[16]
  - 11 avril 2013 sur M6
- Québec : 17 avril 2012 sur Séries+

- États-Unis : 9,27 millions de téléspectateurs[17] (première diffusion)

- Terry Serpico (Ray Easton)
- Aaron Tveit (Skip)
- Sean Cullen (Daniel Robinson)
- Daniel Sauli (Mike Applebee)
- Sara Botsford (Louisa Armstrong)

### Épisode 6:Secondes Chances
- États-Unis : 25 octobre 2011 sur ABC
- Belgique : 13 décembre 2011 sur RTL-TVI[13]
- France : 
  - 2 août 2012 sur Canal+
  - 11 avril 2013 sur M6
- Québec : 24 avril 2012 sur Séries+

- États-Unis : 9,43 millions de téléspectateurs[18] (première diffusion)

- Crystal Bowersox (Zoe Brant)
- Ward Horton (James)
- Josh Burrow (Will)

### Épisode 7:Petites Contrariétés
- États-Unis : 1er novembre 2011 sur ABC
- Belgique : 13 décembre 2011 sur RTL-TVI[13]
- France : 
  - sur Canal+
  - 11 avril 2013 sur M6
- Québec : 1er mai 2012 sur Séries+

- États-Unis : 9,9 millions de téléspectateurs[19] (première diffusion)

- Jay O. Sanders (Harvey Brady)
- Shana Dowdeswell (Maxine Hall)
- T.V. Carpio (Jinx)

### Épisode 8:Les Morsures de l'amour
- États-Unis : 15 novembre 2011 sur ABC
- France : 
  - 12 juillet 2012 sur Canal+
  - 18 avril 2013 sur M6
- Québec : 18 décembre 2012 sur Séries+

- États-Unis : 9,76 millions de téléspectateurs[20] (première diffusion)

- Nathalie Kelley (Dani Alvarez)
- Brianna Brown (Molly Anderson)
- Christopher Cousins (Dr David Cryer)
- Brandon Keener (Chris Quinn)
- Patrick Hume (l’animalier)
- Erica Piccininni (Beth)

### Épisode 9:Cours d'anatomie
- États-Unis : 29 novembre 2011 sur ABC
- France : 
  - 19 juillet 2012 sur Canal+
  - 18 avril 2013 sur M6
- Québec : 25 décembre 2012 sur Séries+

- États-Unis : 9,49 millions de téléspectateurs[21] (première diffusion)

- Nathalie Kelley (Dani Alvarez)
- Dana Davis (Dora Mason)
- Gregory Harrison (Dr Cameron Fischer)
- Andrew J. West (Shane Matthews)
- Adam Croasdell (Ronan Gallagher)
- Brian Tichnell (Doug Chase)
- Ian Bohen (Mitch Barnes)

### Épisode 10:Ticket gagnant
- États-Unis : 6 décembre 2011 sur ABC
- France : 
  - 19 juillet 2012 sur Canal+
  - 18 avril 2013 sur M6
- Québec : 1er janvier 2013 sur Séries+

- États-Unis : 7,23 millions de téléspectateurs[22] (première diffusion)

- Nathalie Kelley (Dani Alvarez)
- Charles Malik Whitfield (Dave Stackhouse)
- Michael McGrady (Colin MacGregor)
- Chrishell Stause (Justine Befort)
- Robert Irvine (Leon Gould)
- Mckeel Robins (Marissa Stackhouse)
- Jeff Yagher (Dr Adam Farber)

### Épisode 11:Belle à en mourir
- États-Unis : 3 janvier 2012 sur ABC
- France : 
  - 26 juillet 2012 sur Canal+
  - 25 avril 2013 sur M6
- Québec : 8 janvier 2013 sur Séries+

- États-Unis : 7,05 millions de téléspectateurs[23] (première diffusion)

- Nathalie Kelley (Dani Alvarez)
- Ransford Doherty (Inspecteur Tim Bell)
- Brendan Hines (Marc Freston)
- Lisa Howard (l’épouse de Léonard)
- Patrick Saint-Esprit (Leonard Waxman)
- Pedro Pascal (Zack Goffman)
- Brianne Davis (Amy Patrick)
- Mim Drew (Dr. Sara Hughes)

### Épisode 12:L'habit ne fait pas le flic
- États-Unis : 10 janvier 2012 sur ABC
- France : 
  - 26 juillet 2012 sur Canal+
  - 25 avril 2013 sur M6
- Québec : 15 janvier 2013 sur Séries+

- États-Unis : 6,9 millions de téléspectateurs[24] (première diffusion)

- Brett Cullen (Capitaine Perkins)
- Deirdre Lovejoy (Jeannie Morris)
- Mark Rolston (Inspecteur Charlie Meeks)
- Emily West (Kirsten Armstrong)
- Ransford Doherty (Inspecteur Tim Bell)
- Adrian Alvarado (Inspecteur Dave Lopez)

### Épisode 13:Mère indigne
- États-Unis : 17 janvier 2012 sur ABC
- France : 
  - 9 août 2012 sur Canal+
  - 25 avril 2013 sur M6
- Québec : 22 janvier 2013 sur Séries+

- États-Unis : 7,94 millions de téléspectateurs[25] (première diffusion)

- Marcia Gay Harden (Sheila Temple)
- Rita Wilson (Ruth Stone)
- Jonathon Trent (Craig Bena)
- Joanna Cassidy (Joan Hunt)
- Tomi Townsend (Tanya Raymond)

### Épisode 14:De sang-froid
- États-Unis : 14 février 2012 sur ABC
- France : 
  - 2 août 2012 sur Canal+
  - 2 mai 2013 sur M6
- Québec : 29 janvier 2013 sur Séries+

- États-Unis : 6,26 millions de téléspectateurs (première diffusion)

- Duncan Bravo (le Docteur)
- Ashanti Brown (Delia Cole)
- Azita Ghanizada (Annabelle Kip)
- Donna Pescow (Maria Sanella)
- Nathalie Kelley (Dani Alvarez)
- Kevin McCorkle (Jack Cranston)
- Robert Picardo (Henry Pedroni)
- Kay Wilson (Caren Pedroni)

### Épisode 15:Conscience professionnelle
- États-Unis : 21 février 2012 sur ABC
- France : 
  - 16 août 2012 sur Canal+
  - 2 mai 2013 sur M6
- Québec : 5 février 2013 sur Séries+

- États-Unis : 6,64 millions de téléspectateurs (première diffusion)

- Jamie Bamber (Aiden Wells)
- Khandi Alexander (Beverly Travers)
- Sean Kingston (Marley)
- Jason Beghe (Harvey Brand)
- Tanc Sade (Teddy Gorman)
- Patrick Fischler (Joey Jablonsky)
- James Carpinello (Sal Rubenstone)
- Mark Damon Espinoza (Antonio Diaz)
- Joanna Cassidy (Joan Hunt)
- Lauren Rust (Beth)
- Brit Shaw (Mindy Harrison)

### Épisode 16:Violation de domicile
- États-Unis : 28 février 2012 sur ABC
- France : 
  - 16 août 2012 sur Canal+
  - 9 mai 2013 sur M6
- Québec : 12 février 2013 sur Séries+

- États-Unis : 6,83 millions de téléspectateurs (première diffusion)

- Jeffrey Nordling (Todd Fleming)
- Jamie Bamber (Aiden Wells)
- Cody Christian (Greg Lux)
- Paul David Story (Travis Pope)
- Tom Gallop (Owen Kreger)
- Casey Jon Deidrick (Aaron Lux)

### Épisode 17:Identité
- États-Unis : 13 mars 2012 sur ABC
- France : 
  - 30 août 2012 sur Canal+
  - 9 mai 2013 sur M6
- Québec : 19 février 2013 sur Séries+

- États-Unis : 7,46 millions de téléspectateurs[26] (première diffusion)

- Joanna Cassidy (Joan Hunt)
- Jamie Bamber (Aidan Wells)
- Nathalie Kelley (Dani Alvarez)
- Khandi Alexander (Beverly Travers)
- Conrad Allan (Dr Romas Jarasunis)
- Ann Cusack (Gail Whirley)
- Steven Culp (Eric Greyson)
- Rebecca Field (Suzie Foster)

### Épisode 18:Virus, première partie
- États-Unis : 27 mars 2012 sur ABC
- France : 
  - 30 août 2012 sur Canal+
  - 16 mai 2013 sur M6
- Québec : 26 février 2013 sur Séries+

- États-Unis : 9,72 millions de téléspectateurs[27] (première diffusion)

- Nathalie Kelley (Dani Alvarez)
- Luke Perry (Dr Charlie Stafford)
- Dean Norris (S.A.C. Brendan Johnson)
- Nick Stahl (Marcel Trevino)
- Katie Gill (Wenda Powell)
- Justin Welborn (Jacob Mount)
- Mariah Iman Wilson (Jackie Reynolds)
- Julie Jenkins (Julie Tompkins)
- Bridger Zadina (Terry McLeary)

### Épisode 19:Virus, deuxième partie
- États-Unis : 3 avril 2012 sur ABC
- France : 
  - 6 septembre 2012 sur Canal+
  - 16 mai 2013 sur M6
- Québec : 5 mars 2013 sur Séries+

- États-Unis : 10,51 millions de téléspectateurs[28] (première diffusion)

- Luke Perry (Dr Charlie Stafford)
- Dean Norris (S.A.C. Brendan Johnson)
- Nick Stahl (Marcel Trevino)
- Justin Welborn (Jacob Mount)
- Julie Jenkins (Julie Tompkins)

### Épisode 20:Jeux d'esprits
- États-Unis : 10 avril 2012 sur ABC
- France : 
  - 6 septembre 2012 sur Canal+
  - 16 mai 2013 sur M6
- Québec : 12 mars 2013 sur Séries+

- États-Unis : 10,05 millions de téléspectateurs[29] (première diffusion)

- Peter Stormare (Wilson Polley)
- James Urbaniak (Daniel Grubstick)
- Deirdre Lovejoy (Jeannie Morris)
- Devon Graye (Jack Gordon)
- Lindsey Shaw (Sophia Polley)
- Dwight Hicks (Warden Tom Miller)